# Monitoring Ptaków Polski

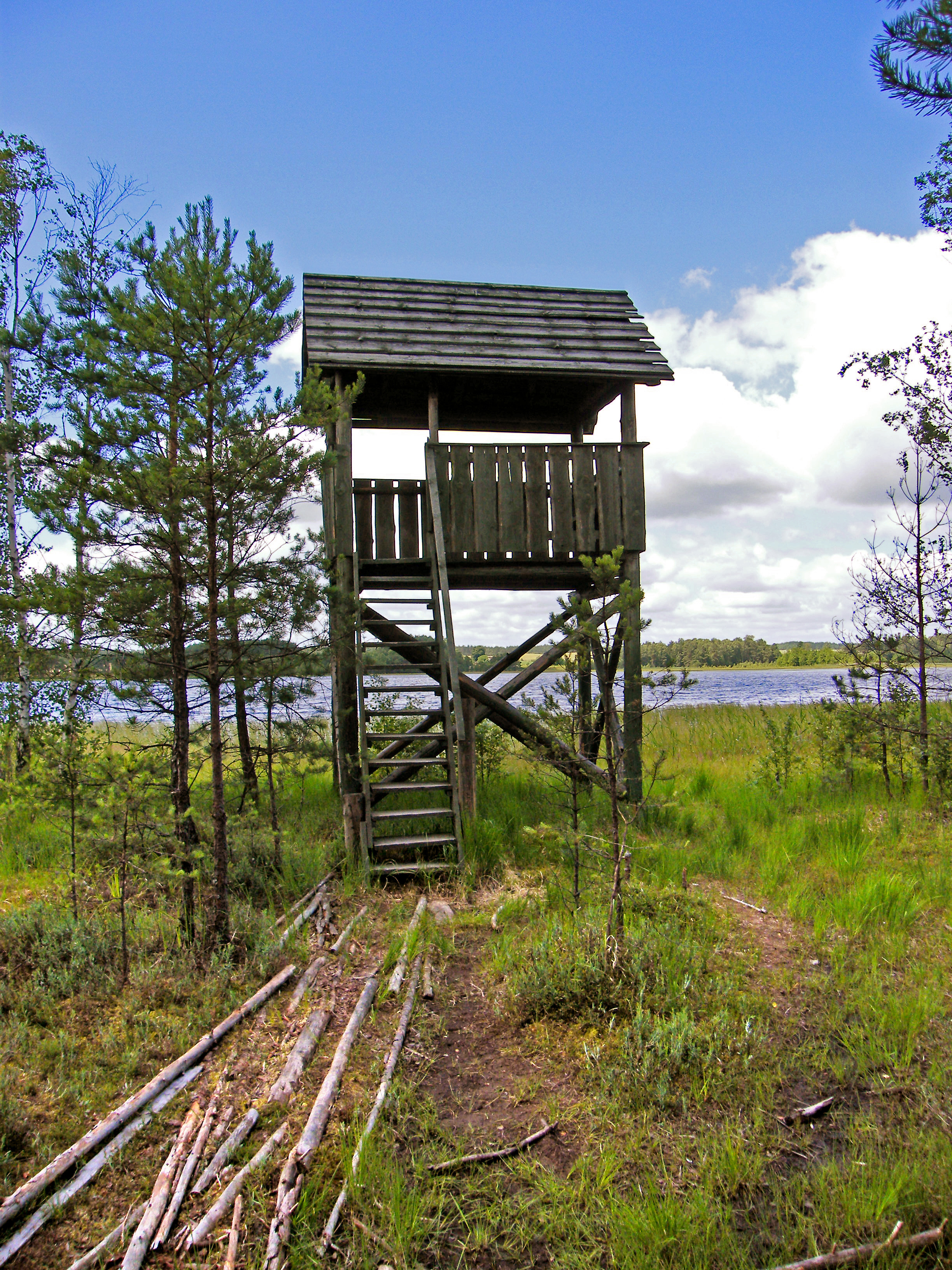
Wieża do obserwacji ptaków (jezioro Lipno)

Monitoring Ptaków Polski – program mający na celu dostarczenie informacji na temat stanu populacji wybranych gatunków ptaków występujących w Polsce, który  prowadzony jest  w ramach państwowego monitoringu środowiska. Monitoring pozwala również na ocenę aktualnego stanu występowania populacji ptaków i określenie tendencji kierunkowych ich zmian w określonym czasie.
Koordynatorem programu Monitoringu Ptaków Polski jest Główny Inspektorat Ochrony Środowiska. 
Program obejmuje około 170 gatunków ptaków lęgowych, 24 gatunki ptaków zimujących oraz 3 gatunki ptaków wędrownych.

## Obszary objęte monitoringiem
W Polsce obszary objęte monitoringiem ptaków stanowią około 20% powierzchni kraju. Program w szczególności uwzględnia obszary chronione Natura 2000.

## Podprogramy Monitoringu Ptaków
Program podzielony jest na szereg podprogramów w zależności od gatunków ptaków. Każdy z nich dostosowany jest do  warunków monitorowania określonej grupy.
W 2017 roku Program Monitoringu Ptaków Polskich obejmował 14 podprogramów:
- Monitoring Pospolitych Ptaków Lęgowych (MPPL) – koordynowany przez Ogólnopolskie Towarzystwo Ochrony Ptaków. Obejmuje 110 najbardziej powszechnych gatunków ptaków w Polsce. W ramach niniejszego programu oceniana jest liczebność gatunków oraz wskaźnik rozpowszechnienia gatunku.
- Monitoring Flagowych Gatunków Ptaków (MFGP) – koordynowany przez Stację Ornitologiczną MIZ PAN. Obejmuje monitoring 12 gatunków ptaków, tj.:
  - łabędź niemy Cygnus olor
  - perkoz rdzawoszyi Podiceps grisegena
  - zausznik Podiceps nigricollis
  - bąk Botaurus stellaris
  - czapla siwa Ardea cinerea
  - bocian biały Ciconia ciconia
  - błotniak stawowy Circus aeruginosus
  - żuraw Grus grus
  - śmieszka Larus ridibundus
  - rybitwa rzeczna Sterna hirundo
  - rybitwa czarna Chlidonias niger
  - gawron Corvus frugilegus

W ramach programu prowadzona jest ocena wskaźnika liczebności gatunku rozpowszechnienia gatunku oraz w przypadku Bociana białego i Łabędzia niemego efektów rozrodu.
- Monitoring Ptaków Mokradeł (MPM) – koordynowany przez Stację Ornitologiczną  MIZ PAN. Program obejmuje monitoringiem wszystkie notowane gatunki ptaków występujące w Polsce. W ramach monitoringu prowadzona jest ocena wskaźnika liczebności gatunku oraz rozpowszechnienia gatunku.

- Monitoring Ptaków Drapieżnych (MPD) – koordynowany przez Komitet Ochrony Orłów. Obejmuje monitoringiem 11 gatunków ptaków drapieżnych, oraz 1 gatunek ptaka brodzącego, tj.:
  - trzmielojad Pernis apivorus
  - kania ruda Milvus milvus
  - kania czarna Milvus migrans
  - bielik Haliaeetus albicilla
  - jastrząb Astur gentilis
  - myszołów Buteo buteo
  - błotniak stawowy Circus aeruginosus
  - błotniak łąkowy Circus pygargus
  - orlik krzykliwy Aquila pomarina
  - pustułka Falco tinnunculus
  - kobuz Falco subbuteos
  - bocian czarny Ciconia nigra

W ramach programu prowadzona jest ocena wskaźnika liczebności gatunku oraz rozpowszechnienia gatunku oraz w przypadku bielika i orlika krzykliwego wskaźnika efektów rozrodu.
- Monitoring Lęgowych Sów Leśnych (MLSL) – koordynowany przez Stowarzyszenie Ochrony Sów.  Obejmuje monitoringiem 6 gatunków sów leśnych, tj.: 
  - puszczyk Strix aluco
  - puszczyk uralski Strix uralensis
  - uszatka Asio otus
  - włochatka Aegolius funereus
  - sóweczka Glaucidium passerinum
  - puchacz Bubo bubo

W ramach programu prowadzona jest ocena wskaźnika liczebności gatunku oraz rozpowszechnienia gatunku.
- Monitoring Lęgowych Ptaków Morskich (MLPM) – koordynowany przez Komitet Ochrony Orłów oraz Towarzystwo Polskiej Ochrony Ptaków.  Obejmuje swoim monitoringiem 3 gatunki ptaków, tj.:
  - bielik Haliaeetus albicilla
  - kormoran Phalacrocorax carbo
  - rybitwa czubata Thalasseus sandvicensis

W ramach programu prowadzona jest ewidencja liczebności populacji lęgowej gatunku, jego rozmieszczenia oraz w przypadku bielika – jego produktywność.

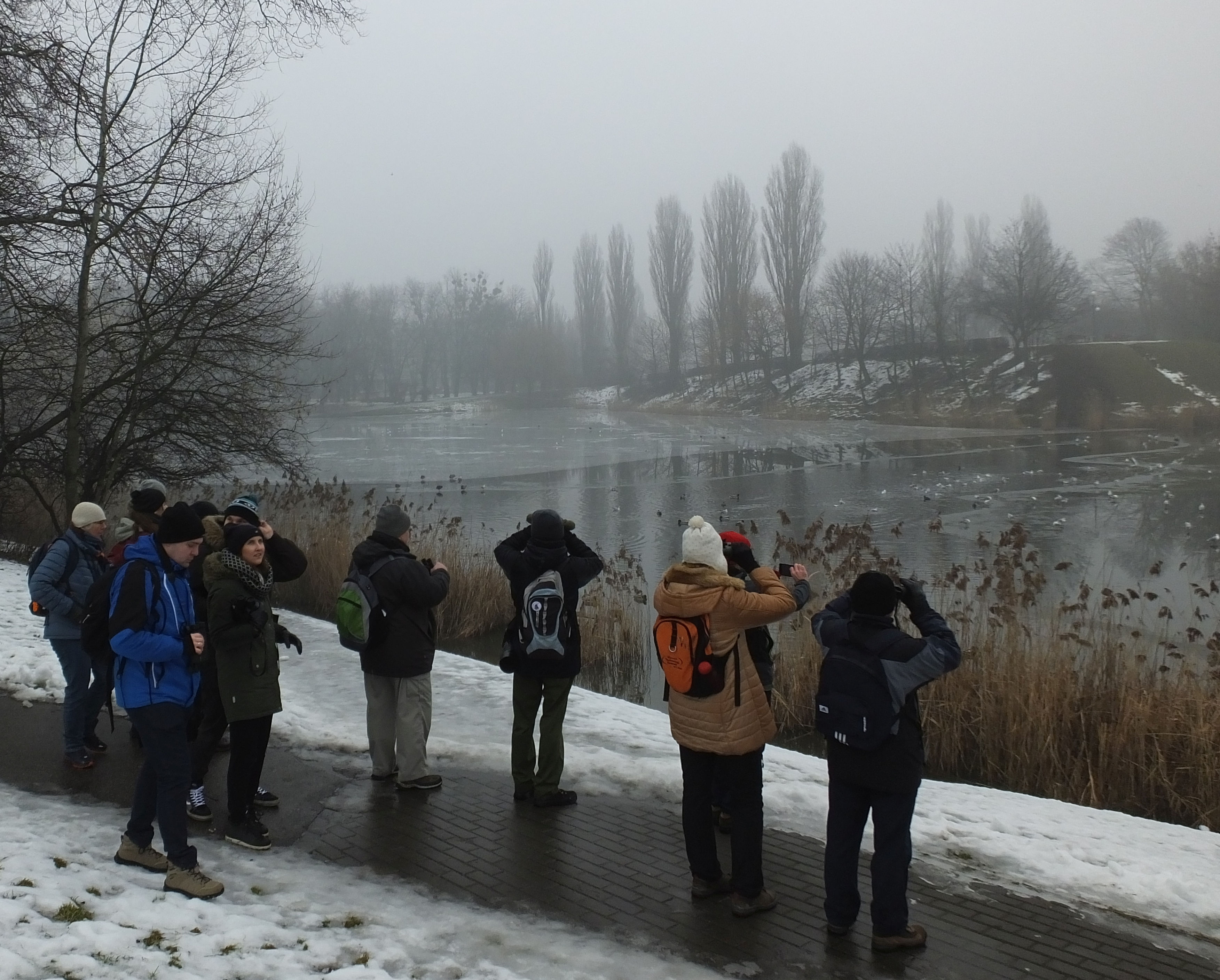
Obserwacje ptaków zimujących w parku miejskim w ramach akcji koordynowanej przez Ogólnopolskie Towarzystwo Ochrony Ptaków

- Monitoring Zimujących Ptaków Wodnych i Wód Przejściowych (MZPW, MZPWP) – koordynowany przez Ogólnopolskie Towarzystwo Ochrony Ptaków.  Obejmuje monitoringiem 14 gatunków ptaków, tj.:
  - perkoz dwuczuby Podiceps cristatus
  - kormoran Phalacrocorax carbo
  - czapla siwa Ardea cinerea
  - łabędź niemy Cygnus olor
  - łabędź krzykliwy Cygnus cygnus
  - krzyżówka Anas platyrhynchos
  - głowienka Aythya ferina
  - czernica Aythya fuligula
  - ogorzałka Aythya marila
  - gągoł Bucephala clangula
  - bielaczek Mergus albellus
  - szlachar Mergus serrator
  - nurogęś Mergus merganser
  - łyska Fulica atra

W ramach programu prowadzony jest spis liczebności gatunku oraz wskaźnika rozpowszechnienia gatunku.
- Monitoring Zimujących Ptaków Morskich (MZPM) – koordynowany przez Ogólnopolskie Centrum Ochrony Ptaków.   Obejmuje w ramach monitoringu prowadzona jest obserwacja 8 gatunków ptaków, tj.:
  - nur rdzawoszyi Gavia stellata
  - nur czarnoszyi Gavia arctica
  - lodówka Clangula hyemalis
  - markaczka Melanitta nigra
  - uhla Melanitta fusca
  - nurzyk Cepphus grylle
  - alka Alca torda
  - nurnik Uria aalge

W ramach programu wyznaczany jest wskaźnik liczebności gatunku oraz wskaźnik rozpowszechnienia się gatunku.
- Monitoring Noclegowisk Gęsi (MNG) – koordynowany przez PTOP Salamandra. Prowadzony na 99 stanowiskach stanowiących największe noclegowiska gęsi w Polsce. Obejmuje swoim zakresem obserwacje 2 gatunków gęsi, tj.:
  - gęś zbożowa Anser fabalis
  - gęś białoczelna Anser albifrons

W ramach programu wyznaczany jest wskaźnik liczebności gatunku oraz wskaźnik rozpowszechnienia się gatunku .
- Monitoring Noclegowisk Żurawi (MNZ) – koordynowany przez Stację Ornitologiczną MIZ PAN.  Monitoring obejmuje obserwację żurawia Grus grus i prowadzony jest na 90 największych w Polsce noclegowiskach żurawi. W ramach programu wyznaczany jest wskaźnik liczebności gatunku oraz wskaźnik rozpowszechnienia się gatunku.

- Monitoring Rzadkich Dzięciołów (MRD) – koordynowany przez Ogólnopolskie Towarzystwo Ochrony Ptaków. W ramach programu prowadzona jest obserwacja 2 gatunków dzięcioła, tj.:
  - dzięcioł trójpalczasty Picoides tridactylus
  - dzięcioł białogrzbiety Dendrocopos leucotos

W ramach programu wyznaczany jest wskaźnik liczebności gatunku oraz wskaźnik rozpowszechnienia się gatunku.
- Monitoring Gatunków Rzadkich 1 (rybołów, orzeł przedni, orlik grubodzioby) – koordynowany przez Komitet Ochrony Orłów, a w jego ramach prowadzona jest obserwacja 3 gatunków ptaków, tj.:
  - rybołów Pandion haliaeetus
  - orzeł przedni Aquila chrysaetos
  - orlik grubodzioby Aquila clanga

W ramach programu prowadzona jest ewidencja krajowej populacji gatunku oraz jego rozmieszczenia.
- Monitoring Gatunków Rzadkich 2 (łabędź krzykliwy, podgorzałka, biegus zmienny, mewa czarnogłowa), koordynowany przez Stację Ornitologiczną MIZ PAN. W ramach programu realizowana jest ewidencja krajowej populacji gatunku i jego rozmieszczenia. Program obejmuje monitoringiem 4 gatunki ptaków, tj.:
  - łabędź krzykliwy Cygnus cygnus
  - podgorzałka Aythya nyroca
  - biegus zmienny Calidris alpina schinzii
  - mewa czarnogłowa Larus melanocephalus
- Monitoring Gatunków Rzadkich 3 (kraska, dubelt, wodniczka, ślepowron), koordynowany przez Ogólnopolskie Towarzystwo Ochrony Ptaków. Monitoring obejmuje 4 gatunki ptaków, tj.:
  - kraska Coracias garrulus
  - dubelt Gallinago media
  - ślepowron Nycticorax nycticorax
  - wodniczka Acrocephalus paludicola

W ramach programu realizowana jest ocena liczebności krajowej populacji oraz wskaźnik liczebności, a także rozmieszczenie gatunku oraz wskaźnik jego rozpowszechnienia.

## Wyniki

### Oceniane parametry
Parametrami opisującymi liczebność populacji są:
- Wskaźnik liczebności populacji – wyrażany poprzez względną liczebności populacji lęgowej w danym roku odniesionej do liczebności w roku bazowym.

- Liczebność populacji – stanowi liczebność populacji lęgowej występującą w kraju lub liczebność osobników w przypadku ptaków migrujących i zimujących.

Parametrami opisującymi zmiany rozmieszczenia populacji są:
- Areał – obszar obejmujący krajowy zasięg lęgowy, oceniany w skali kwadratów 10 km x 10 km.
- Rozpowszechnienie – stosunek liczby powierzchni, na których stwierdzono występowanie danego gatunku ptaków do liczby powierzchni, na których ptaki zostały policzone w danym roku.

Parametrami opisującymi efekt rozrodu są:
- Wskaźnik produktywności (dotyczy wszystkich par ptaków o znanym lęgu) – średnia liczba piskląt w lęgu, które udało się wyprowadzić.
- Wskaźnik produktywności (dotyczy par ptaków z udanym lęgiem) – średnia liczba piskląt wyprowadzonych w lęgu, wyliczana dla par, w przypadku których do wieku lotności przeżyło przynajmniej jedno pisklę.

Wyniki monitoringu są publikowane m.in. w Biuletynie Monitoringu Przyrody.

### Trendy
Na podstawie prowadzonych programów Monitoringu, możliwe jest obliczenie istotnych zmian trendów liczebności ptaków w Polsce. Inspekcja Ochrony Środowiska gromadzi dane dotyczące parametrów opisujących liczebność rozmieszczenie oraz rozród poszczególnych gatunków ptaków występujących na terenie kraju.
Z przeprowadzonej analizy poszczególnych programów monitoringu wynika, że dla większości gatunków ptaków drapieżnych obserwuje się tendencję wzrostową ich liczebności. Tendencja spadkowa występuje w przypadku populacji błotniaka łąkowego. Dla pozostałych gatunków ptaków drapieżnych indeks liczebności utrzymuje się na stałym poziomie.
Z programu Monitoringu Pospolitych Ptaków Lęgowych (MPPL) realizowanego od roku 2000 wynika natomiast, że w obserwowanym okresie, czyli do 2017, 29 ze 110 gatunków nie wykazało zmian liczebności populacji, 50 gatunków charakteryzowała tendencja wzrostowa, a w przypadku 31 gatunków odnotowano spadek liczebności populacji.
W przypadku programu Monitoringu Flagowych Gatunków Ptaków (MFGP) zaobserwowano spadek liczebności gawrona oraz perkoza rdzawoszyjego, natomiast wzrosła liczebność żurawia i rybitwy rzecznej.
Obserwacja przeprowadzona poprzez Monitoring Lęgowy Sów Leśnych (MLSL) wykazała, że podczas 8-letnich obserwacji liczebność populacji badanych gatunków utrzymuje się na stałym poziomie.
W 2017 r. na podstawie prowadzonego Monitoringu Lęgowych Ptaków Morskich (MLPM) zaobserwowano spadek liczebności par kormorana o 1% w stosunku do roku 2016. Odnotowano także spadek produktywności bielika. Sukces lęgowy jaki odnotowano w roku 2017 wyniósł 37,3%, co stanowi wartość prawie o połowę niższą od średniej odnotowanej poprzez wieloletnią obserwację populacji bielika.